# Les Forges (Sprimont)
Les Forges is een gehucht in de Belgische gemeente Sprimont in de deelgemeente Gomzé-Andoumont.

## Wielrennen
Het gehucht kent vooral bekendheid vanwege de helling Côte des Forges over de weg Thier des Forges (N62) van Louveigné naar Beaufays, die regelmatig opgenomen wordt in de wielerklassieker Luik-Bastenaken-Luik. Bovenaan in het gehucht Croix-Michel staat een monument voor Stan Ockers, die de editie van 1955 won. Het werd gemaakt door beeldhouwer Louis Van Cutsem.
In 2024 was de helling opgenomen in de Ronde van Frankrijk voor vrouwen, met ervoor de beklimming van La Redoute en erna de Roche aux Faucons, net als in de finale van Luik-Bastenaken-Luik.

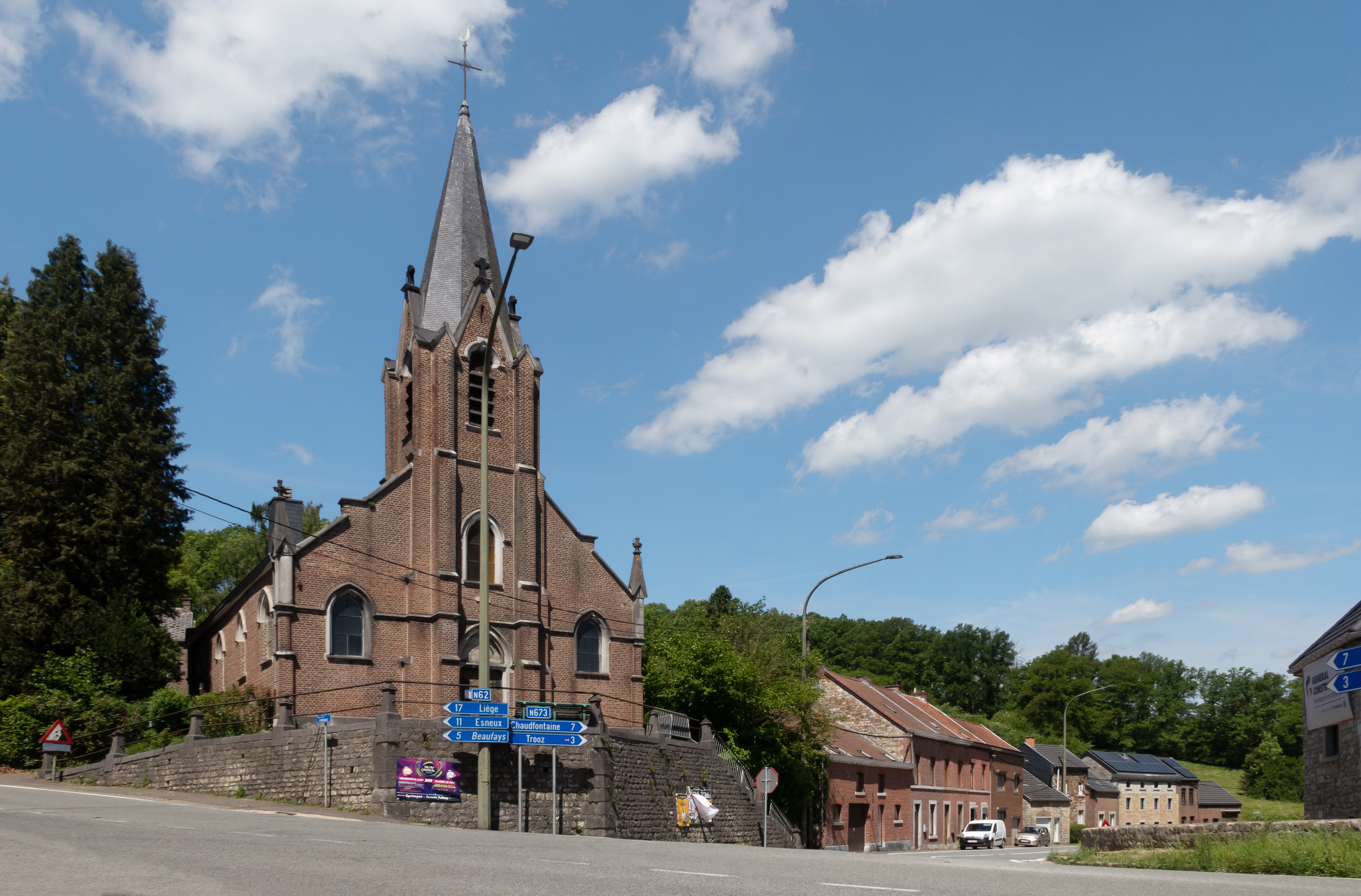
Les Forges, kerk: la Nativité de la Sainte-Vierge

Deelgemeenten: Dolembreux · Gomzé-Andoumont · Louveigné · Rouvreux · Sprimont

Overige kernen: Andoumont · Damré · Florzé · Gomzé · Lincé · Ogné · Presseux · Rivage

Belgische gemeenten · arrondissement Verviers · provincie Luik · Wallonië
Côte de la Roche-en-Ardenne · Côte de Saint-Roch · Côte de Mont-le-Soie · Côte de Wanne · Côte de Stockeu · Côte de la Haute-Levée · Côte du Rosier · Côte du Maquisard · Côte de la Redoute · Côte de Sprimont · Côte des Forges · Côte de la Roche-aux-Faucons

Voormalige beklimmingen: Côte de Ny · Mont-Theux · Côte de la Vecquée · Côte de Colonster · Côte du Sart-Tilman · Côte de Saint-Nicolas · Côte de la Rue Naniot · Ans